# Loasa micrantha
Loasa micrantha là một loài thực vật có hoa trong họ Loasaceae. Loài này được Poepp. mô tả khoa học đầu tiên năm 1833.